# Ochthebius minimus
Ochthebius minimus es una especie de escarabajo del género Ochthebius, familia Hydraenidae. Fue descrita científicamente por Fabricius en 1792.
Se distribuye por Reino Unido, Países Bajos, Suecia, Francia, Bélgica, Irlanda, Alemania, Noruega, Finlandia, España, Estonia, Luxemburgo, Austria, Polonia, Dinamarca, Rusia, Bielorrusia, Kazajistán y Turquía. Mide 1,6-2,2 milímetros de longitud.